# Andreas Langenohl
Andreas Langenohl (* 1970) ist ein deutscher Soziologe und Professor für Soziologie an der Justus-Liebig-Universität Gießen.

## Leben und Wirken
Von 1991 bis 1996 studierte Langenohl Soziologie, Slavische und Englische Linguistik an der JLU Gießen, Universität Kazan und an der Universität Simferopol. Nach der Promotion 1999 in den Sozialwissenschaften, Fachbereich Sozial- und Kulturwissenschaften mit der Dissertation Erinnerung und Modernisierung: die öffentliche Rekonstruktion politischer Kollektivität am Beispiel des neuen Rußland, in Gießen habilitierte er sich dort 2005 mit der Arbeit Tradition und Gesellschaftskritik: eine Rekonstruktion der Modernisierungstheorie. Seit 2010 ist er in Gießen Professor der Soziologie mit Schwerpunkt Allgemeiner Gesellschaftsvergleich, Fachbereich Gesellschafts- und Kulturwissenschaften. 
Langenohls Forschungsgebiete sind Kulturtheorie, Finanzmarkt- bzw. Wirtschaftssoziologie, Transnationalismus, politische Soziologie und sozialwissenschaftliche Epistemologie; Länderschwerpunkte seiner Arbeit bilden Russland, Ukraine und Polen. Er ist Mitglied des Johann Gottfried Herder-Forschungsrats.
2010 wurde Langenohl für seine Monographie Finanzmarkt und Temporalität mit dem Karl-Polanyi-Preis der Deutschen Gesellschaft für Soziologie ausgezeichnet.

## Schriften (Auswahl)
- Die Semantik des Wortnestes grad, gorod im Altrussischen. Unter kontextuellem, wortbildendem und kulturellem Aspekt. Frankfurt am Main 1998, ISBN 3-631-32923-7.
- Tradition und Gesellschaftskritik. Eine Rekonstruktion der Modernisierungstheorie. Frankfurt am Main 1998, ISBN 3-593-38426-4.
- Erinnerung und Modernisierung. Die öffentliche Rekonstruktion politischer Kollektivität am Beispiel des neuen Rußland. Göttingen 2000, ISBN 3-525-35426-6.
- Finanzmarkt und Temporalität. Imaginäre Zeit und die kulturelle Repräsentation der Gesellschaft. Stuttgart 2007, ISBN 3-8282-0367-1.
- mit Ralph Poole und Manfred Weinberg (Hrsg.): Transkulturalität: klassische Texte, Transcript, Bielefeld 2015, ISBN 978-3-8376-1709-2.
- mit Anna Schober (Hrsg.): Metamorphosen von Kultur und Geschlecht: Genealogien, Praktiken, Imaginationen, Wilhelm Fink, Paderborn 2016, ISBN 978-3-7705-5802-5.